# Хемниц, Мартин (1561—1627)
Мартин Хемниц (нем. Martin Chemnitz; 15 октября 1561 , Брауншвейг — 26 августа 1627, Шлезвиг) — немецкий учёный-юрист, педагог, судья на службе у герцогов Померании и Шлезвиг — Гольштейна -Готторпа. Канцлер Померании (1619—1627).

## Биография
Сын лютеранского богослова Мартина Хемница и Анны Ягер. Отец Богуслава Филиппа и Иоганна Фридриха Хемницев.
Получил образование у частных педагогов, в том числе у Генриха Мейбома, и в городской школе Брауншвейга. С 1578 года учился в Лейпцигском университете, где в 1580 году получил степень доктора философии. Затем перешёл в Хельмштедтский университет и, наконец, в Виадрину во Франкфурте-на-Одере, где получил докторскую степень обоих прав в 1588 году. Затем отправился в Росток, чтобы заняться юридической практикой.
В 1601 году стал профессором права Ростокского университета, а в конце года избран ректором университета.
Князь Богуслав XIII назначил его в опекунский совет при герцоге померанском Филиппе Юлии, тайным советником и канцлером поморско-штеттинского правительства в 1603 году.
Герцог Померании Филипп II утвердил его в своих правительственных кабинетах в 1606 году и отправил в рейхстаг в Регенсбурге в 1613 году. После смерти Филиппа II в 1618 году принял вызов ко двору герцога Фридриха III Гольштейн-Готторпского в Шлезвиг, где работал канцлером с 1619 года до конца своей жизни.